# Karpiesze
Karpiesze (biał. Карпяшы, Karpiaszy; ros. Карпеши, Karpieszi) – wieś na Białorusi, w obwodzie brzeskim, w rejonie bereskim, w sielsowiecie Pierszamajska.

## Historia
W Rzeczypospolitej Obojga Narodów leżały w województwie brzeskolitewskim, w powiecie brzeskolitewskim. Należały do ekonomii kobryńskiej. Odpadły od Polski w wyniku III rozbioru.
W XIX i w początkach XX w. położone były w Rosji, w guberni grodzieńskiej, w powiecie prużańskim, w gminie Bereza.
W dwudziestoleciu międzywojennym leżały w Polsce, w województwie poleskim, w powiecie prużańskim, do 1 kwietnia 1932 w gminie Bereza Kartuska, następnie w gminie Malecz. W 1921 miejscowość liczyła 126 mieszkańców, zamieszkałych w 24 budynkach, wyłącznie Polaków wyznania prawosławnego.
Po II wojnie światowej w granicach Związku Sowieckiego. Od 1991 w niepodległej Białorusi.